# Minúscula 54
Minúscula 54 (en la numeración Gregory-Aland), ε 445 (Soden) es un manuscrito griego en minúsculas del Nuevo Testamento, en hojas de pergamino. Está fechado por un colofón en el año 1337 o 1338. Tiene contenidos complejos y marginales.

## Descripción
El códice contiene el texto completo de los cuatro Evangelios en 230 hojas (tamaño de 16.3 cm por 12 cm). El texto está escrito en una columna por página, 23-27 líneas por página. El nombre del escriba era Teodosio. El texto está organizado en apartados, empezando por las letras capitales de color rojo.
El texto está dividido de acuerdo a los κεφαλαια (capítulos), cuyos números se colocan al margen del texto, con los τιτλοι (títulos) en la parte superior de las páginas. Tiene una división de acuerdo con las más pequeñas Secciones Amonianas, pero sin referencias a los Cánones de Eusebio.
Contiene synaxaria, Menologio, las tablas de los Cánones de Eusebio al principio, tablas de los κεφαλαια (tablas de contenido) antes de cada Evangelio, marcas de leccionario en el margen (para uso litúrgico), ilustraciones y suscripciones al final de los Evangelios.

## Texto
El texto griego de este códice es representativo del tipo textual bizantino. Hermann von Soden lo clasificó en la familia textual Kx. Aland lo colocó en la Categoría V. Según el Perfil del Método de Claremont tiene texto bizantino mixto en Lucas 1 y Lucas 10; en Lucas 20 representa a la familia Kx. Está relacionado con Π.
El manuscrito es ancestro de los códices 47, 56, 58. Su texto es familiar para 171 y 109.

## Historia
El manuscrito fue escrito por Teodosio. En 1636 William Laud lo presentó a la Bodleian Library. Fue examinado por Mill (Selden 2) y Bentley. Bentley lo utilizó como códice κ. C. R. Gregory lo vio en 1883.
En la actualidad se encuentra en la Bodleian Library (Selden Supra 29), en Oxford.

## Lectura adicional
- Gregory, Caspar René (1900). Textkritik des Neuen Testamentes 1. Leipzig: J.C. Hinrichs'sche Buchhandlung. p. 141.

- Datos: Q1304636